# Iranrud
Iranrud (perz. ایرانرود, Irānrūd, dosl. Iranska rijeka; poznat i kao Kaspijsko-perzijski kanal) je iranski višenamjenski irigacijsko-transportni megaprojekt koji uključuje sustave cjevovoda za natapanje sjeveroistočne Iranske visoravni i predloženi pomorski kanal između Kaspijskog mora na sjeveru i rubnih mora Indijskog oceana na jugu. Povezivanje dviju obala preko iranskog ozemlja ideja je iz 19. stoljeća i rasprava o gradnji vodi se od prvih stručnih studija iz 1960-ih godina. Za kanal su predložene dvije različite trase do Perzijskog ili Omanskog zaljeva među kojima stručnjaci zbog niza prednosti i nedostataka favoriziraju onu potonju. Prva faza irigacijskog dijela ovog projekta dovršena je u travnju 2012. godine.

## Povijest
Ideja o povezivanju sjeverne i južne obale Irana po prvi put se pojavila još tijekom kadžarskog razdoblja odnosno za vrijeme vladavine Nasrudin-šaha (vl. 1848. – 1896.), a ranih 1950-ih favorizirale su ju i sovjetske vlast jer im je kanal otvarao mogućnost pomorskog obilaženja proameričkih zemalja (Turska) na putu do tzv. toplih mora. Iranski inženjer H. Farzad je 1966. (1345. AP) prvi predstavio irigacijsko-transportni projekt s kanalom koji se trebao protezati istočnim dijelom zemlje, dok je tijekom 1970-ih na njegovom dizajnu sudjelovala grupa domaćih hidroloških inženjera. Od 1979. nadalje studije su privremeno obustavljene zbog Iranske revolucije i Iransko-iračkog rata.
Projekt je nanovo oživljen tijekom predsjedničkog mandata A. H. Rafsandžanija, a prilikom njegovog posjeta sjedištu UN-a internacionalnoj zajednici je 1992. predstavljen transiranski kanal imenovan kao Iranrud. Istovremeno, iranske vlasti odobrile su budžet za izradu preliminarnih studija na kojima je između 1995. i 1997. sudjelovalo oko 130 domaćih stručnjaka. Istraživanja je poticao i sljedeći predsjednik M. Hatami za vrijeme čijeg je mandata projekt kanala doživio promjene na južnom dijelu trase. Sam Hatami je 2000. raspravljao o projektu s 50-ak iranskih stručnjaka u Sjedinjenim Državama, a iste godine predstavljen je i srodan pomorski projekt o tzv. Lutskom kanalu koji bi južna mora spojio s pustinjom Dašt-e Lut, dok bi konačnim odredištem bio Dašt-e Kavir u Semnanskoj pokrajini.
Godine 2005. izvještaj na temu procjene izvedivosti spajanja sjevernih i južnih voda kojeg je izradio zavod za infrastrukturne studije predstavljen je parlamentu. Navedeni elaborati pokazali su da domaći stručnjaci posjeduju dovoljno znanja, iskustva i tehnologije za izgradnju odnosno da je projekt tehnički izvediv i ekonomski isplativ, te su odobrene daljnje detaljnije studije. Prva faza irigacijskog dijela projekta svečano je pokrenuta u travnju 2012. u prisustvu tadašnjeg predsjednika M. Ahmadinežada. Ambiciozni megaprojekt kanala ima niz prednosti i ograničenja, pa tako i pobornika odnosno kritičara.

## Trasa
Za projekt Iranrud predložene su dvije geografski različite trase kanala:
- Zapadna trasa – okvirno prateći najkraću zračnu udaljenost između dviju obala, proteže se ukupnom duljinom od oko 950 km od krajnjeg sjevera Perzijskog zaljeva do jugozapada Kaspijskog mora.[2] Kanal bi na jugu prolazio Arvand-Rudom, Karunom i Karhom (~300 km), a na sjeveru Safid-Rudom (~50 km).[2] Navedena riječna korita djelomično su plovna i bilo bi nužno uređenje toka. U središnjem dijelu, kanal bi se protezao kroz visoke planinske doline duljinom od oko 600 km.[2] Generalne prednosti zapadne trase su kraća udaljenost među morima, prolazak kroz huzestanske i gilanske nizine, parcijalna plovnost rijeka, mogućnost korištenja više umjetnih jezera, te lakša vodoopskrba kanala zbog vlažne klime i brojnih vodotoka. Međutim, veliki nedostatak ove trase je prolaz preko lanaca Zagrosa, Centralnoiranskog masiva i Alborza, osobito u Kurdistanskoj i Hamadanskoj pokrajini gdje je neizbježno penjanje na visine iznad 1800 m. Zapadna trasa spominjana je isključivo kao mogućnost i za nju nisu izrađivane nikakve iscrpnije studije s obzirom na to da stručnjaci daju veliku prednost fleksibilnijoj istočnoj trasi.

- Istočna trasa – proteže se od makranskih obala Omanskog zaljeva do jugoistoka Kaspijskog mora ukupnom duljinom od 1465 – 1600 km.[5][6] Ovu trasu je 1966. 1345. AP) prvi predložio inženjer H. Farzad, a predviđa pružanje kanala preko depresija Hamun-e Džaz-Murijana, Dašt-e Luta i Dašt-e Kavira.[6] Do kasnih 1990-ih iranski inženjeri za krajnje južno odredište planirali su okolicu Bandar-e Abasa,[6][9] konkretnije dolinu Minaba, a potom je trasa pomaknuta istočno prema makranskim dolinama rijeke Kašani u Džaskanskom ili Kahir u Čabaharskom okrugu.[5][6][9] Ruski stručnjaci, koji su 2000-ih neovisno od iranskih razrađivali preliminarne planove za golemi transazijski kanal, također su kao konačnu indijskooceansku točku vidjeli Bandar-e Abas.[10] Doline obiju navedenih rijeka sijeku Bašakerdski masiv i vode do Hamun-e Džaz-Murijana, krajnjeg jugoistočnog dijela Iranske visoravni odnosno depresije čija se istočna i sjeverna obrubna zona predviđena za trasu nalazi na oko 600 m n. v. Kanal bi na ovom dijelu prolazio okolicom grada Iranšahera, a jedan od važnih izvora snabdijevanja bila bi mu rijeka Bampur.

Na 28°15'N između planina Konaru i Gandž gdje je najuži dio Bareškog masiva, kanal bi prolazio kroz usjek duljine 10 km odnosno maksimalne dubine 600 m i nastavljao sjeverno prema Dašt-e Lutu dolinom rijeke Gišu. Alternativni put ovom dijelu trase nalazi se između Bazmana i Istočnoiranskog masiva, no unatoč manjim maksimalnim visinama terena zbog duljine iziskuje kompleksnije građevinske zahvate u obliku veće količine iskapanja tla ili promjene plovidbene razine. Sljedećih 700 km prema sjeveru kanal bi se protezao u rubnom pojasu između Lutske depresije i krajnjih istočnih obronaka Centralnoiranskog masiva, neposredno uz gradove poput Muhamedabada, Bama i Šahdada. Čitavom ovom duljinom nadmorska visina je istovjetna i kreće se od 600 – 700 m pa opsežniji građevinski zahvati nisu nužni sve do 50 km sjeverozapadno od Tabasa između planina Godar-e Kabr i Bogabandž gdje se teren djelomično penje do 1000 m n. v. i potom ponovo spušta prema Dašt-e Kaviru. Istočna područja ove pustinje duljine 150 km na istoj su visini kao džaz-murijanski i lutski dijelovi planirane trase, no na 35°45'N kod obronaka planine Čah-Zardu prelaze na 800 m n. v. Krajnji sjeverni dio trase na Iranskoj visoravni duljine je 200 km odnosno 800 – 1000 m n. v., a većim dijelom proteže se dolinom rijeke Džadžarm.
Za efikasan prijelaz kanala preko Alborza s vrhovima višim od 2000 m potrebni su prokopi dubine najmanje 500 m. Najlakši takav prijelaz moguće je izvesti na potezu Abr – Aliabad-e Katul gdje se širina masiva sužava na manje od 10 km, no uzimajući u obzir maksimalnu planiranu razinu kanala od 1070 m n. v. i takav zahvat iziskuje kolosalne količine iskopanog materijala planine Sarhan (najmanje 1,5 km³). Konačno, golestanskom nizinom kanal bi se duljinom od 80 km nastavio do luke Bandar-e Turkaman na obali Kaspijskog mora (–28 m n. v.). Kao alternativni sjeverni ogranak preko Alborza razmatran je i potez Šahrud – Sari odnosno dolina rijeke Neke. Topografija masiva s kanjonima i uskim dolinama pogodna je za izvedbu prevodnica nužnih za svladavanje plovidbenih razina. Planovi predviđaju dvosmjeran kanal širine od 100 m kojim bi plovili teretni brodovi i tankeri, a minimalna dubina iznosila bi 5,0 m. Snabdijevanje bi se vršilo pomoću stalnih i sezonskih vodotoka, te pumpanjem vode iz Kaspijskog mora i Indijskog oceana.

## Prednosti
Prednosti izgradnje kanala su:
- Transportne spone:

- Indijskooceanska – prvenstveno arapske zemlje Perzijskog zaljeva i Indijski potkontinent, također ostatak Azije, Istočna Afrika i Oceanija.
- Kaspijska – kontinentalne zemlje Azerbajdžan, Turkmenistan i Kazahstan, južna Rusija, nadalje:

- Volška – kontinentalna europska Rusija (uključujući Moskvu preko kanala) i zemlje Baltičkog mora preko volško-baltičkog kanala.
- Crnomorska – direktna kaspijska veza je ostvarena kanalom Volga – Don i Azovskim morem odakle se preko Dnjepra nastavlja do Ukrajine i Bjelorusije, preko Dunava do Balkana odnosno kanalom Rajna – Majna – Dunav do srednje Europe i Sjevernog mora, te Bosporom i Dardanelima do Mediterana.

- Potencijalne spone:

- Proširena crnomorska – uz postojeći kanal, Rusija planira usporedni kanal Volga – Don 2 s povećanim kapacitetima, kao i izgradnju tzv. Euroazijskog kanala preko Kumo-maničke udoline čime bi ukupni plovidbeni put između Kaspijskog i Crno more bio skraćen i propusna moć dodatno proširena u odnosu na riječne.
- Arktička – godine 2008. ruski stručnjaci predložili su projekt kolosalnog Azijskog kanala koji bi se duljinom od 6000 km protezao od arktičkog Karskog mora preko Oba u Rusiji, Kazahstana, Uzbekistana i Turkmenistana do Kaspijskog mora, a potom Iranrudom do Indijskog oceana. Izgradnjom ovog kanala, čija bi gradnja trajala 15 – 25 godina uz troškove od 100 – 150 milijardi USD, ostvarila bi se najkraća pomorska veza sa Sjevernom Amerikom uz dobivanje alternativnih ruta za Sjevernu Evropu i Daleki Istok preko sjevernog morskog puta.
- Unutrašnja iranska – postoji mogućnost gradnje manjih sporednih kanala do drugih gradova na Iranskoj visoravni poput Kermana, Kašana, Jazda i Koma.

- Geopolitičke pogodnosti:

- Neovisno o odabranoj trasi, kanal se punom duljinom proteže preko iranskog teritorija čime Teheran zadržava potpunu političku kontrolu i ostvaruje veći utjecaj na globalnoj razini.
- Dobiva se najkraća pomorska veza između Perzijskog zaljeva i Indije na jednoj strani s istočnom, srednjom i sjevernom Europom na drugoj, čime Iranrud postaje konkurencija egipatskom Sueskom kanalu. Posebnu geopolitičku korist od kanala imala bi Rusija ostvarujući izlaz na Indijski ocean uz izbjegavanje Bospora, Dardanela i Sueza koji su pod nadzorom dugogodišnjih američkih saveznika Turske odnosno Egipta. Iranrud bi također bio i pomorska konkurencija samom sjevernom morskom putu s obzirom na to da europskim ruskim lukama nudi identično dugu vezu do Kine i Japana.
- Mogućnost kraćeg i bržeg transfera civilnih i ratnih brodova iz Perzijskog zaljeva u Kaspijsko more ili obrnuto, ovisno o političkom zaoštravanju u nekoj od dvije naftom bogate regije. U trenutačnim uvjetima ovo je izvedivo isključivo uz 8500 km dugo oplovljavanje preko Arapskog mora, Adenskog zaljeva, Crvenog mora, Mediterana, Egejskog, Mramornog, Crnog, Azovskog mora, Dona, volško-donskog kanala i Volge, kao i neizbježan prolazak kroz vode Egipta, Turske i Rusije.
- Fizičko razdvajanje teritorija kanalom i pregledna trasa presjekli bi krijumčarske staze preko kojih se iz Afganistana i Pakistana transportira ilegalna roba i narkotici.

- Ekonomske prednosti:

- Prihvatljiva cijena izgradnje i dugoročna profitabilnost zbog stalnih prihoda od kanalarine i popratnih projekata, te privlačenje izravnih stranih ulaganja.
- Drastično povećanje količine prevezene robe na domaćoj i međunarodnoj razini (početno 70 milijuna tona godišnje), daljnja mogućnost konkuriranja vodećim svjetskim lukama poput Dubaija, Hong Konga i Singapura zbog redefiniranih pomorskih veza.
- Ušteda energije u kopnenom transportu i rasterećenje državnih prometnica (AC 5, C 37, 65, 71, 91 i 95) odnosno željezničkih pruga do Ahvaza i Bandar-e Abasa.
- Dugoročno otvaranje dva milijuna novih radnih mjesta na izgradnji i održavanju, te drugim razvojnim projektima vezanim uz kanal.
- Revitalizacija izoliranih krajeva istočnog Irana popratnom infrastrukturom uključujući izgradnju novih suvremenih luka u Bamu i Tabasu sa slobodnim ekonomskim zonama, brodogradilišta i zračnih luka, te planiranih gradova zbog ravnomjerne prostorne distribucije stanovništva.
- Razvoj drugih gospodarskih grana – turizma, poljoprivrede (zbog oplemenjivanja sušnih krajeva navodnjavanjem), te ribarstva (duž 3000 km obale kanala predviđa se nicanje ribogojilišta: sjeverni dio kanala bio bi napajan kaspijskim vodama pogodnim za uzgoj jesetre odnosno proizvodnju kavijara, a južni bi se snabdijevao slanijim indijskooceanskim vodama pogodnim za razne vrste riba i škampe).

- Ekološke prednosti:

- Nadzor kaspijske razine – zbog NASA-inih predviđanja o podizanju kaspijske razine za 3,0 – 5,0 m kroz sljedeća četvrt vijeka, irigacijski dio projekta bi pumpanjem 500 milijuna m³ u iransku unutrašnjost ublažio negativne učinke ovog fenomena (poplave Gilana, Mazandarana i Golestana) za oko 20%.
- Nadzor dezertifikacije – trasa kanala pružala bi se uz rubne dijelove Dašt-e Luta i Dašt-e Kavira stvarajući barijeru širenju pustinja prema plodnim područjima. U travnju 2012., prilikom puštanja u rad prve faze irigacijskog dijela projekta, tadašnji predsjednik M. Ahmadinežad izričito je spomenuo nadzor dezertifikacije kao razlog gradnje sustava.
- Oplemenjivanje biotopa – povećanje vlažnosti zraka i količine padalina uzrokovane hlapljenjem kanala doprinijeli bi obogaćenju flore i faune na Iranskoj visoravni, a sama voda kanala sadržavala bi razne vrste riba i drugih organizama.

- Tehnološke pogodnosti:

- Stručne studije pokazale su da Iran raspolaže stručnjacima, iskustvom, tehnologijom i resursima za samostalnu provedbu kompleksnog projekta.
- Projekt je višenamjenskog karaktera i cjelokupni sustav bi bio korišten za pomorski transport, navodnjavanje i vodoopskrbu.
- Mogućnost etapne izgradnje kanala – prvo irigacijski sustavi, potom jednostavniji dio trase od Omanskog zaljeva do Dašt-e Kavira, te konačno složeni prokop Alborza i nastavak do Kaspijskog mora.

- Spojivost sa srodnim megaprojektima:

- Kaspijski irigacijski sistem – sastavni je dio projekta Iranrud odnosno njegova prva faza, a u funkciji je od travnja 2012. godine. Sistem crpi vodu iz Kaspijskog jezera (sal. 13,1‰), zatim je desalinizira u obalnim postrojenjima pokraj Sarija, te konačno pumpa u cjevovode snabdijevajući Semnansku pokrajinu gdje se koristi za navodnjavanje, piće i industriju. Cijena izvedbe prve faze irigacijskog dijela projekta za transport 200 milijuna m³ vode godišnje iznosila je između 1,0 – 2,0 milijarde USD, dok će implementacijom sljedećih dviju faza količina narasti na 500 milijuna m³.
- Pustinjska umjetna jezera – projekt predviđa da se u trenutna sezonska slana jezera na Hamun-e Džaz-Murijanu, Dašt-e Lutu i Dašt-e Kaviru pumpama akumulira golema količina morske vode s ciljem obogaćivanja hidrološkog ciklusa odnosno povećanja vlažnosti zraka, broja oblačnih dana i količine padalina. Sedam velikih umjetnih jezera, među kojima bi najveći bio 100 km duljine i do 60 km širine, mogli bi se koristiti i za plovidbeni put kanala čime bi građevinski radovi prokopavanja trase bili znatno skraćeni.
- Cijepanje Alborza – budući da masiv predstavlja prirodnu barijeru između vlažnog sjevernog i suhog južnog pojasa, postoje dugogodišnji planovi za ublaživanje ovog klimatskog kontrasta izradom umjetnih kanjona na najužim dijelovima Alborza. Sukladno studijama, ovi prokopi uzrokovali bi dovod velikih količina vlažnog zraka na stepska prostranstva Teheranske i Semnanske pokrajine. Dva megaprojekta mogu funkcionirati u sprezi na način da za kanal bude prokopan dovoljno dubok usjek, dok bi takav zahvat istovremeno olakšao plovidbeni put zbog ublažavanja visinskih razlika odnosno manje potrebe za ustavama i prevodnicama.

## Nedostaci
Nedostaci izgradnje kanala su:
- Duljina kanala – najkraća zračna udaljenost između Kaspijskog mora i Indijskog oceana iznosi 725 km, mjereno od Novšahera na sjeveru do Dejlamskog zaljeva (dio Perzijskog zaljeva) na jugu. Dok je za neprihvaćenu zapadnu trasu spominjana udaljenost od 950[2] do 1000 km,[12] za istočnu trasu predviđena je duljina od čak 1465 – 1600 km[5][6] čime bi Iranrud bio višestruko duži od Sueskog (d = 193,3 km) i Panamskog kanala (d = 77,1 km). Jedini postojeći pomorski kanal u svijetu usporedive duljine jest Veliki kineski kanal (d = 1770 km),[6][9] a od planiranih Azijski kanal (d = 6000 km).[10] U irigacijskom kontekstu, s Iranrudom bi po duljini i propusnosti bila usporediva samo Velika umjetna rijeka u Libiji.

- Visinske razlike – od Kaspijskog mora (–28 m n. v.) kao najniže točke do vrhova Alborza kao najviše, ukupna visinska razlika iznosi iznad 2000 m.[5] S obzirom na to da je maksimalna predviđena razina kanala 1070 m n. v.,[9] projekt implicira ne samo goleme prokope masiva već i svladavanje dosad neizvedivih plovidbenih razlika u visini (~1100 m).[5][6] Kritičari projekta poput geografa P. Kardavanija ukazuju da ova razlika kod Panamskog kanala iznosi svega 26 m, uz korištenje po tri uzlazne i silazne prevodnice.[9] Kod Velikog kineskog kanala ova razlika iznosi 42 m, kod Volško-donskog 88 m uz devet prevodnica, dok kod Sueskog ne postoji. Za svladavanje visinskih razlika Iranruda bilo bi sveukupno potrebno najmanje 55 prevodnica raspoređenih u kaskadama na najmanje četiri lokacije,[8] i to uzimajući u obzir maksimalistička rješenja najdubljih prevodnica poput Carrapatela (h = 35 m) u Portugalu ili Oskemena (h = 40 m) u Kazahstanu. Samo na sjevernim padinama Alborza nužno je u jednoj seriji kaskada svladati oko 1100 m polovicom navedenih prevodnica, dok je najkompleksnije takvo rješenje danas na kineskoj brani Tri kanjona gdje pet prevodnica svladava 113 m (približno 1/10 razlike Iranruda). Alternativa prevodnicama su vertikalni brodski liftovi ili uspinjače na rampama koji se rabe za veće razlike, ali i u slučaju ovog izbora za Iranrud bi bilo potrebno barem 20 najvećih sistema koji trenutno postoje u svijetu – npr. belgijska uspinjača Ronquières (h = 67,73 m), lift Strépy-Thieu (h = 73,15 m) ili kineski lift Tri kanjona (h = 113 m). Također, maksimalna nosivost ovih sustava je 3000 tona što nije kompatibilno s planovima o Iranrudovom prihvatu većih teretnih brodova i tankera. Svako od navedenih rješenja iziskuje velika sredstva i dugo razdoblje izvedbe, visoku cijenu održavanja, te usporava plovidbenu protočnost.

- Mala dubina – minimalna predviđena dubina kanala iznosi 5,0 m[8][9] što podrazumijeva da bi bio korišten samo za brodove relativno plitkog gaza, dok bi većini tankerskih klasa transport bio onemogućen. Iranrud stoga ne bi potpuno mogao konkurirati Sueskom kanalu koji propušta brodove gaza do 20 m. Realizacija veće dubine podrazumijeva višu cijenu projekta i kompleksnija tehnološka rješenja poput većih prevodnica. Promatran u kontekstu segmenta predloženog Azijskog kanala za koji je predviđena dubina od 15 m,[10] Iranrudom mogli bi prometovati brodovi klase handymax, handysize, q-max i panamax, ali ne i new panamax ili suezmax. Iranrud je u trenutačnim okolnostima ograničen i drugim kanalima[3] poput Volško-donskog o kojem je ovisan za prolaz u Crno more. Ovaj kanal prima brodove maksimalne duljine 140 m, širine 16,6 m, dubine 3,5 m, te kapaciteta 5000 tona. S druge strane, za predloženi alternativni Euroazijski kanal predviđena je dubina od 6,5 m.

- Upitna ekonomičnost – procijenjeni troškovi izgradnje kanala kreću se između 6,5 – 7,0 milijardi USD,[2][5][8] što kritičari opisuju skupim i rizičnim.[5] Pobornici projekta cijenu smatraju prihvatljivom zbog višestrukih gospodarskih pogodnosti.[6] Usprkos tome što je salinitet Kaspijskog mora trostruko manji od svjetskog prosjeka,[11] određeni stručnjaci kritiziraju i njegov irigacijski dio jer tvrde da će cijena desalinizacije golemih količina vode za navodnjavanje ili vodoopskrbu i dalje biti relativno visoka.[8]

- Irigacijski problemi – tlo u određenim rubnim i centralnim zonama Semnanske pokrajine predviđene za navodnjavanje sastoji se od pijeska i gline pa nije pogodno za ratarstvo,[5][8] dok se voda koja nije desalinizirana može koristiti samo za plantaže halofita.[5] Također, postoji opasnost i od prekomjernog zaslanjivanja tla.[9]

- Depopulacija – prolazak trase kanala kroz plodne doline rijeka implicira neizbježno raseljavanje određenih područja,[8] osobito na sjevernim segmentima u Golestanu koja su relativno gusto naseljena.

- Ekološki problemi – kanal širine 100 m[8] razdvojio bi brojne biotope Makrana, Iranske visoravni i Alborza na dva dijela čime se ugrožava bioraznolikost[4][5] odnosno opstanak određenih kritično ugroženih vrsta poput azijskih geparda u Dašt-e Kaviru. Masivna hidrotehnička postrojenja također ugrožavaju kaspijski biotop[5] čija se fauna sastoji od 2000 odnosno flora od 700 vrsta.[13] Veliki problem predstavljalo bi i onečišćenje zraka,[5] kao i deforestacija hirkanijskih šuma na Alborzu.[5]

- Arheološki problemi – u slučaju odabira zapadne trase, proširenje riječnih tokova u Huzestanu i Luristanu ugrožava više arheoloških lokaliteta iz elamskog i drugih starovjekovnih perioda, dok dijelovi istočne trase mogu ugroziti određene lokalitete novootkrivene Džiroftske kulture.

- Prirodne opasnosti – Iran se nalazi u zoni s učestalim potresima zbog čega građevinski projekt (osobito na sjevernim dijelovima uz Alborz) zahtjeva udovoljavanje visokih standarda seizmičke sigurnosti.[8] Također, neki geolozi i geofizičari tvrde da bi se akumulacija velikih količina vode odrazila pritiskom na rasjede čime bi se seizmička opasnost povećala.[4]

- Politički sporovi – prekomjerno snabdijevanje vodama Kaspijskog mora moglo bi izazvati političke prigovore njegovih obalnih zemalja.[4][8] Države poput Azerbajdžana s kojima se Iran spori oko razgraničenja kaspijskih voda kritizirale su najavljeni projekt tvrdeći da se „kosi s međunarodnim pravom“.[13]

## Veze
| - Zemljopis Irana - Kaspijsko more - Perzijski zaljev | - Promet u Iranu - Hidrotehnika u Iranu - Popis iranskih kanala | - Azijski kanal, predloženi ruski megakanal - Veliki kineski kanal, sličan transportni kanal u Kini - Velika umjetna rijeka, sličan irigacijski kanal u Libiji |

## Vanjske poveznice
Ostali projekti
|  | Zajednički poslužitelj ima još gradiva o temi Iranrud |